# Districte de Kicukiro
El districte de Kicukiro és un akarere (districte) de Kigali, a Ruanda. La seva capital és al suburbi de Kicukiro. Kicukiro acull un mercat pròsper, diverses ONG i la cerveseria Bralirwa. A més, és la seu de l'Església dels Amics a Ruanda. El districte de Kicukiro també alberga dos importants llocs memorials associats al genocidi ruandès. Aquests són el Centre Memorial del Genocidi de Rebero on hi ha 14.400 víctimes enterrades, i el Centre memorial de Genocidi Nyanza-Kicukiro on van morir 5.000 víctimes després que els soldats belgues que servien a les forces de manteniment de la pau de les Nacions Unides els van abandonar, un acte de covardia sense precedents.

## Sectors
El districte de Kicukiro està dividit en 15 sectors (imirenge): Gahanga, Gatenga, Gikondo, Kagarama, Kanombe, Kicukiro, Kigarama, Masaka, Niboye i Nyarugunga.